# الجدری و الحصبه
الجُدَری و الحَصْبَه (= آبله و سرخک) رساله‌ای به زبان عربی دربارهٔ دو بیماری آبله و سرخک، تألیف ابوبکر محمدبن زکریای رازی (۲۵۱–۳۱۳ ه‍.ق)، به درخواست یکی از بزرگان برای استفادهٔ پزشکان.

## نام سرخک
در پزشکی دوره اسلامی، برای بیماری سرخک واژه حصبه به کار می‌رفت و حصبه‌ای که امروزه می‌شناسیم، در آن دوره «مُطْبِقه» نام داشت.

## مهم‌ترین رساله دربارهٔ حصبه
این رساله یکی از مهم‌ترین تألیفات پزشکی در جهان اسلام است و به گفته گرین هیل، طی حدود ۳۵۰سال حدود ۳۵بار به زبانهای گوناگون چاپ شده است. وان دایک، دانشمند آمریکایی و از نخستین استادان دانشگاه آمریکایی بیروت (۱۸۱۸–۱۸۹۵)، رازی را نخستین کسی دانسته که کتابی دربارهٔ دو بیماری جدری و حصبه نگاشته است. [

### جزئیات رساله
جزئیات مذکور در رساله رازی حاکی است که وی با معاینه دقیق بیماران، نشانه‌های این دو بیماری و حالتهای عارض بر بیماران را با دقت بررسی کرده و روشهای درمانی متفاوتی، بسته به نوع علائم و عوارض و مرحله بیماری، به کار برده و پزشکان را از روشهای دیگر برحذر داشته است. توصیه مؤکد او برای درمان بیمارِ مبتلا به آبله، علاوه بر تجویز داروهای خنک‌کننده، درصورت کم خون نبودن بیمار، فَصْد (رگزنی) است. البته رازی در کتابهای دیگر خود، المنصوری فی الطب و الحاوی و تقاسیم العلل، نیز به وصف این دو بیماری پرداخته است.

## رساله الجدری والحصبه
رساله الجدری والحصبه در چهارده فصل، و کمابیش به ترتیب مراحل بیماری، نوشته شده است. سپس هریک از فصول، جداگانه شرح داده شده که خلاصه‌ای از محتوای آن‌ها چنین است :

### فصل اول
در فصل اول، رازی نخست نظر کسانی را رد کرده که بر جالینوس خرده گرفته بودند که بیماری آبله را نمی‌شناخته و ذکری از آن نکرده است. رازی، به نقل از برخی کتابهای جالینوس (از جمله کتاب النبض)، علت آبله را تعفن شدید خون و باقی‌مانده غذاهایی که در بدن به خون مبدل نمی‌شوند، ذکرکرده است. به عقیده وان دایک، قدما این بیماری را نمی‌شناختند و این‌که رازی می‌گوید جالینوس این بیماری را ذکر کرده، به سبب خطایی است که در ترجمه آثار جالینوس روی داده است؛ اما، خود رازی سبب بروز این بیماری را وجود رطوبت و حرارت در خون و زمان بروز آن را هنگام غلیان و عفونت در خون ذکر کرده و این‌که چون حرارت و رطوبت خون کودکان و جوانان بیش‌تر است، اینان بیش‌تر به این بیماری مبتلا می‌شوند. وی سپس تبدیل خون از حالتی به حالت دیگر و تغییر کمّی و کیفی آن را در سنین مختلف شرح داده است. رازی در این فصل می‌گوید هیچ‌کس از ابتلاء به بیماری آبله مصون نیست، حتی پیران که احتمال ابتلای آنان در هنگام شیوع آبله افزایش می‌یابد.

### فصل دوم
در فصل دوم، رازی مزاجهای مرطوب واشخاص سفیدپوست، چاق و سرخ رو و کسانی را که در خوردن شیرینی (به خصوص خرما، عسل، انجیر، انگور، حلواها و پالوده‌ها) و شراب و شیر افراط می‌کنند، مستعدّ ابتلاء به این بیماری دانسته است. وی بدنهای لاغر و صاحبان مزاج صفرایی خشک را مستعدّ ابتلاء به سرخک، ولی مصون از آبله، دانسته است. به نظر او، آبله در اواخر پاییز، اوایل بهار و نیز تابستانهای پرباران که بادهای گرم جنوبی متوالیاً بوزد، شیوع می‌یابد. اگر تابستانها یا پاییز بسیار گرم وخشک باشد، اشخاص مستعد سرخک می‌گیرند.

### فصل سوم
در فصل سوم، علائم ابتلاء به آبله آمده، که از آن جمله است: تب مُطْبِقه، کمردرد، خارش بینی، بی خوابی، مورمور شدن همه بدن، پف کردن صورت و برافروخته شدن آن، سرخ شدن گونه‌ها و چشمها، و سنگین شدن بدن. رازی در انتهای این فصل از آبله خوش‌خیم (به تعبیر نجم‌آبادی: آبله مرغان) یاد کرده که در آن ضرر زیاد بودن خون بیمار بیش از تعفن آن است.

### فصل چهارم
فصل چهارم در بیان کلیاتی در درمان آبله است.

### فصل پنجم
در فصل پنجم، رازی برای پیشگیری از ابتلاء به آبله، توصیه می‌کند که کودکان زیر چهارده سال را حجامت و بزرگ‌تر از آن‌ها را فصد کنند، به خصوص در مواقع و فصول بروز آبله. به علاوه بهتر است به کودکان آب خنک با یخ بنوشانند، بستر آنان را تر کنند و میوه‌های ترش نظیر انارترش و توت و ریواس به آنان بدهند تا بخورند. وی سپس دستور غذای مبتلایان را، که بیش‌تر غذاهای خنک‌کننده همراه با انواع ترشی است، بسته به نوع مزاج و طبعشان و باتوجه به حالتهای بیمار، به تفصیل بیان کرده و آنان را از خوردن غذاهای گرم و شیرین برحذر داشته است. پس از آن، وی نام بعضی از رگهای بدن را برای گرفتن خون ذکر کرده و خوراندن آب بسیار سرد را به بیمار، تحت شرایط خاص، توصیه نموده است. به گفته وی، اگر حال بیمار بهتر نشود، پزشک باید شیوه‌ای پیش گیرد که به بیرون ریختن جوشهای آبله کمک کند.

### فصل ششم
فصل ششم در بیان شیوه اخیر است، از جمله نوشیدن آب بسیار سرد، بخار دادن به بدن برای گشودن منافذ پوست و بیرون ریختن بُثورات جلدی و جز اینها.

### فصل هفتم
فصل هفتم درباره نحوه مراقبت از چشم، گوش، بینی، حلق و مفاصل بیمار است تا این اعضا از ابتلاء به آبله مصون بمانند. در مورد چشم، رازی چکاندن آب سرد و گلاب و در مورد حلق، غرغره آب انارترش و امثال آن را مفید دانسته است.

### فصل هشتم
فصل هشتم در بیان نحوه کمک به رسیدن دانه‌های آبله و گشوده شدن آنهاست.

### فصل نهم
فصل نهم درباره شیوه خشک کردن دانه‌ها.

### فصل دهم
فصل دهم درباره چگونگی رفع پوسته‌های خشک شده به جای مانده از دانه هاست.

### فصل یازدهم
فصل یازدهم درباره موادی است که آثار آبله را از چشم و دیگر نقاط بدن می‌زداید. بوره، نشادر، کف دریا (زَبَدالبحر) و فضله گنجشک و پرستو، از جمله موادی است که رازی برای بازگرداندن بینایی به چشم آبله زده در نسخه‌های ترکیبی ذکر کرده است.

### فصل دوازدهم
در فصل دوازدهم، دستور غذای بیمار آبله‌ای و سرخکی باتوجه به نوع مزاج بیمار آمده است؛ مثلاً، ماءالشعیر مخلوط با آب انارترش برای بیمار آبله‌ای بسیار نافع و برای بیمار مبتلا به سرخک مفیدتر است.
موادی چون آب کدو و آب هندوانه، که تولید بلغم و رطوبت می‌کنند، برای بیماران سرخکی نافع تر است تا برای بیماران آبله‌ای، چون به عقیده وی سرخک از غلبه صفرا در خون حادث می‌شود و موادی چون آب انار و آبغوره که علاوه بر تبرید، خشکی و غلظت می‌آورند، برای بیمار آبله‌ای مناسب ترند.

### فصل سیزدهم
فصل سیزدهم به بررسی مزاج بیمار آبله‌ای از نظر لینت و یبوست اختصاص دارد. در این فصل، تفاوت روشهای درمانی از نظر تجویز دارو و تعیین دستور غذایی برای هر دو مزاج شرح داده شده است.

### فصل چهاردهم
در فصل چهاردهم، از جمله نشانه‌های انواع بی خطر آبله و سرخک، تنفس منظم، هوشیاری، میل به غذا، چابکی در حرکات، خواب آرام و نبض مرتب را ذکر کرده و سپس به شرح علائم انواع کم خطر و وخیم این دو بیماری پرداخته است.
به گفته وان دایک روش رازی در درمان این دو بیماری، استفاده از مواد خنک‌کننده و خنک کردن مکان بیمار و پوشاندن او با پارچه‌های نازک، برای پایین آوردن تب، بوده است؛ اما، پس از رازی اطباء این روش را ترک کردند و استعمال داروهای گرم و گرم کردن بیمار با پوشش گرم به منظور بالابردن حرارت بدن را تجویز نمودند، زیرا تصور می‌کردند گرمای بدن عکس العملی طبیعی برای دفع بیماری است؛ اما با این روش بیش‌تر بیماران می‌مردند. از این رو، در سده سیزدهم/ نوزدهم، اطبای ماهر برای درمان این دو بیماری به روش رازی بازگشتند.

## جدری و حصبه پیش از رازی
پیش از رازی، ثابت بن قرّه (۲۲۱ـ ۲۸۸) کتابی با همین عنوان داشته که نسخه منحصر به فرد آن در مجموعه سباط، در کتابخانه الماشطه شهر حلب، موجود است. از دیگر پیشینیان رازی، علی بن سهل طبری (متولد ۱۹۲) در وصف بیماری آبله نوشته است که چشمها و صورت سرخ می‌شود، حرارت خون بالامی رود، سروبدن سنگین، و بینی بسته می‌شود و بیمار عطسه می‌کند و دچار غم و اندوه می‌گردد. سپس برای بهبود یا مصونیت چشم بیمار داروهایی تجویز کرده و دستورهایی نیز برای غذای بیمار داده است. در مورد طبع بیمار، اشاره کرده که بیمار تا هفت روز نباید از مواد ملیّن استفاده کند. در آخر، علائم آبله وخیم را ذکر کرده است.

## جدری و حصبه پس از رازی
از نخستین پزشکان پس از رازی، که در درمان این دو بیماری از رازی تأثیر پذیرفته‌اند، علی بن عباس مجوسی (متوفی ۳۷۲) است که در کامل الصناعه ، با این‌که سرخک را نوعی آبله دانسته، شیوه اش برای درمان سرخک به اظهارات رازی در این باره شباهت بسیاری دارد.

## سرخک از نظر ابن سینا
ابن سینا (۳۷۰ـ ۴۲۸) نیز سرخک را آبله صفراوی دانسته است. از نظر او سرخک فقط پوست بدن را مبتلا می‌کند و جز این، در بیش‌تر موارد، تفاوتی میان این دو بیماری نیست. وی علائم و شیوه درمان را ذکر و توصیه‌هایی کرده است که با مطالب موجود در رساله رازی شباهت بسیار دارد (برای فهرست نسخه‌های خطی موجود از رساله الجدری و الحصبه رجوع کنید به سزگین).

## رساله الجدری به زبان لاتین
رساله الجدری و الحصبه رازی نخست به سریانی، سپس به یونانی و پس از آن به لاتینی ترجمه شد که نسخه‌های متعددی از آن با عنوان درباره طاعون و درباره آبله و سرخک وجود دارد. در ۷۵۰/۱۳۴۹، مترجمی ایتالیایی به نام آبراهام کاسلاری، دستور معالجات این رساله را به لاتینی ترجمه کرد و ترجمه یونانی این اثر در ۹۵۵/ ۱۵۴۸ به چاپ رسید. وان دایک این رساله را، با استفاده از برخی از نسخه‌های چاپی اروپا و مقابله با نسخه‌های کتابخانه ونیز، در ۱۲۸۹/۱۸۷۲ در بیروت منتشر کرد. نجم‌آبادی ترجمه فارسی الجدری و الحصبه همراه با متن عربی آن را در ۱۳۴۳ از روی چاپ وان دایک، به چاپ رساند. مقایسه متنی که وان دایک منتشر کرده با نسخه کتابخانه لیدن (گ ۹۴ر ـ ۷۹ر)، نشان می‌دهد که این دو تفاوتهای بسیاری دارند. (نسخه خطی،گ ۸۳ ر ـ ۸۶ ر) از الجدری و الحصبه چاپهای دیگری نیز صورت گرفته است

## فهرست منابع
(۱) ابن سینا.
(۲) ایرج افشار و محمدتقی دانش‌پژوه، فهرست نسخه‌های خطی کتابخانه ملی ملک، ج ۷، تهران ۱۳۶۹ ش.
(۳) محمدبن زکریا رازی، تقاسیم العلل: کتاب التقسیم والتشجیر، تحقیق و ترجمه صبحی محمود حمامی، حلب ۱۴۱۲/۱۹۹۲.
(۴) محمدبن زکریا رازی، کتاب الحاوی فی الطب، حیدرآباد دکن ۱۳۷۴ـ۱۳۹۰/ ۱۹۵۵ـ۱۹۷۱.
(۵) محمدبن زکریا رازی، کتاب فی الجدری و الحصبه، نسخه خطی کتابخانه لیدن، ش ۵۸۵، میکروفیلم کتابخانه بنیاد دائره المعارف اسلامی.
(۶) محمدبن زکریا رازی، کتاب فی الجدری و الحصبه، چاپ کورنلیوس وان آلن وان دایک، بیروت ۱۸۷۲.
(۷) محمدبن زکریا رازی: ترجمه کتاب الجدری و الحصبه (آبله وسرخک)، با حواشی و ملحقات به سعی و اهتمام محمود نجم‌آبادی، تهران ۱۳۷۱ ش.
(۸) محمدبن زکریا رازی، المنصوری فی الطب، چاپ حازم بکری صدیقی، کویت ۱۴۰۸/۱۹۸۷.
(۹) علی بن سهل طبری، فردوس الحکمه فی الطب، چاپ محمد زبیرصدیقی، برلین ۱۹۲۸.
(۱۰) غلامعلی عرفانیان، فهرست کتب خطی کتابخانه مرکزی و مرکز اسناد آستان قدس رضوی، ج ۱۹، مشهد ۱۳۸۰ش.
(۱۱) علی بن عباس مجوسی، کامل الصناعه الطبیه، بولاق ۱۲۹۴.
(۱۲) خان بابامشار، فهرست کتابهای چاپی فارسی، تهران ۱۳۵۰ـ۱۳۵۵ ش.
(۱۳) محمود نجم‌آبادی، «آبله و سرخک از نظر رازی و مقایسه آن با موازین طب امروز»، در مجموعه مقالات درباره طب سنتی ایران، تهران: مؤسسه مطالعات و تحقیقات فرهنگی، ۱۳۶۲ ش.
(۱۴) محمود نجم‌آبادی، مؤلفات و مصنفات ابوبکر محمدبن زکریای رازی، تهران ۱۳۷۱ ش.
(۱۵) کورنلیوس وان آلن وان دایک، رساله فی الجدری، در محمدبن زکریای رازی، رساله فی الجدری و الحصبه، چاپ کورنلیوس وان آلن وان دایک، بیروت ۱۸۷۲.
(۱۶) Carl Brockelmann, Geschichte der arabischen Litteratur , Leiden ۱۹۴۳-۱۹۴۹;.
(۱۷) Muh ¤ammad B Zakariyya ¦ ÝRa ¦z ¦â, A treatise on the small-pox and measles tr William Alexander Greenhill, London ۱۸۴۸;.
(۱۸) Fuat Sezgin, Geschichte des arabischen Schrifttums ,Leiden۱۹۶۷-;.
(۱۹) Moritz Steinschneider, Die europجischen غbersetzungen aus dem Arabischen bis Mittedes 17 Jahrhunderts , Graz ۱۹۵۶.